# Superpipe

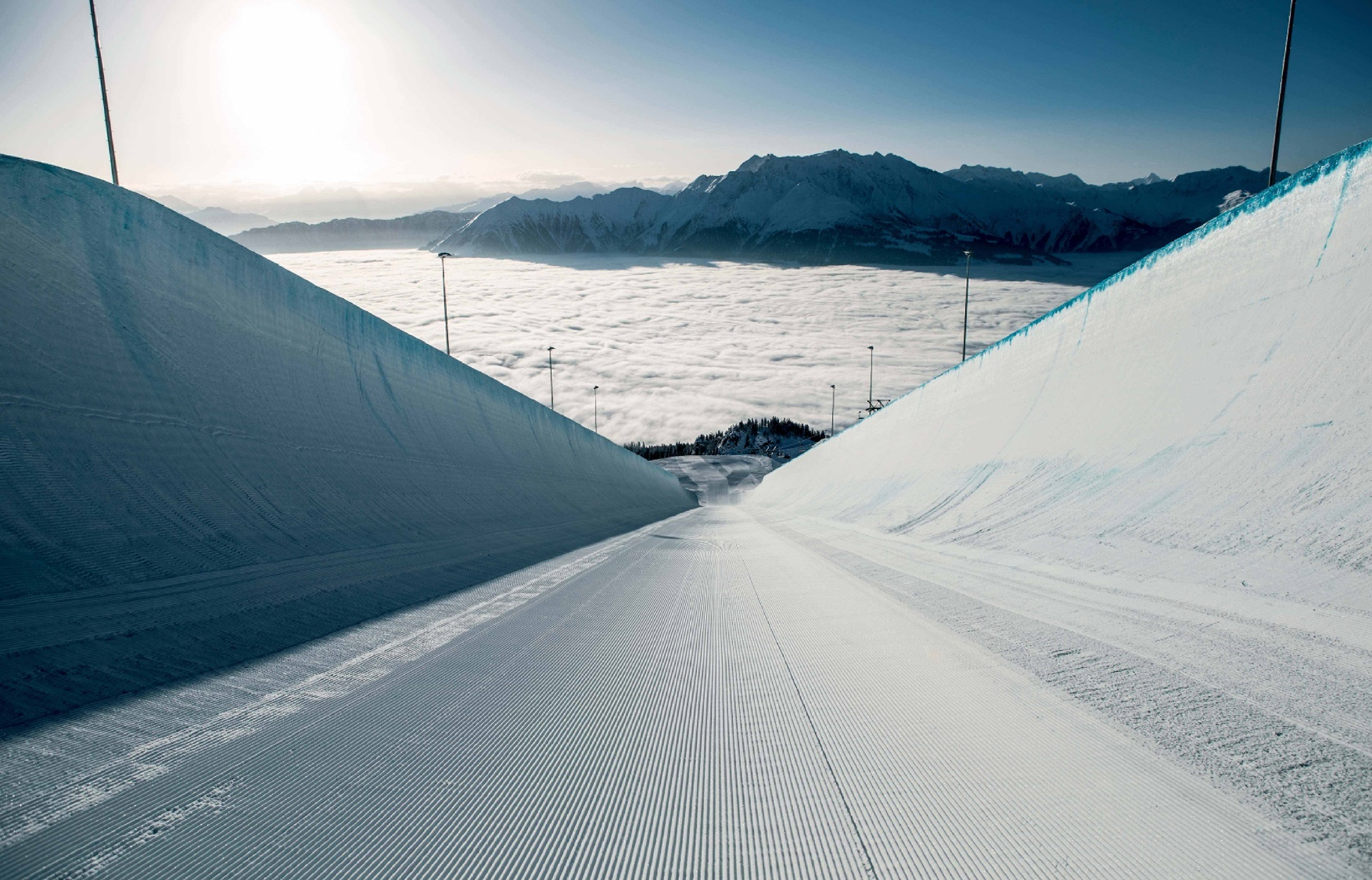
Superpipe in Laax

Als Superpipe wird eine besonders große Halfpipe bezeichnet, die bei Sportarten wie  Snowboarding oder Freestyle-Skiing Verwendung findet. Ihre Maße müssen eine Höhe von 6,70 Metern, eine Breite von 19 bis 21 Metern – abhängig von der Steilheit der Wand und gemessen am Kamm der Halfpipe – sowie eine Mindestlänge von 150 Metern erfüllen. Diese Maße sind in den Wettkampfregeln des Internationalen Skiverbands FIS festgelegt und gelten auch bei der olympischen Disziplin „Snowboard-Halfpipe“.

## Konstruktion und Verbreitung

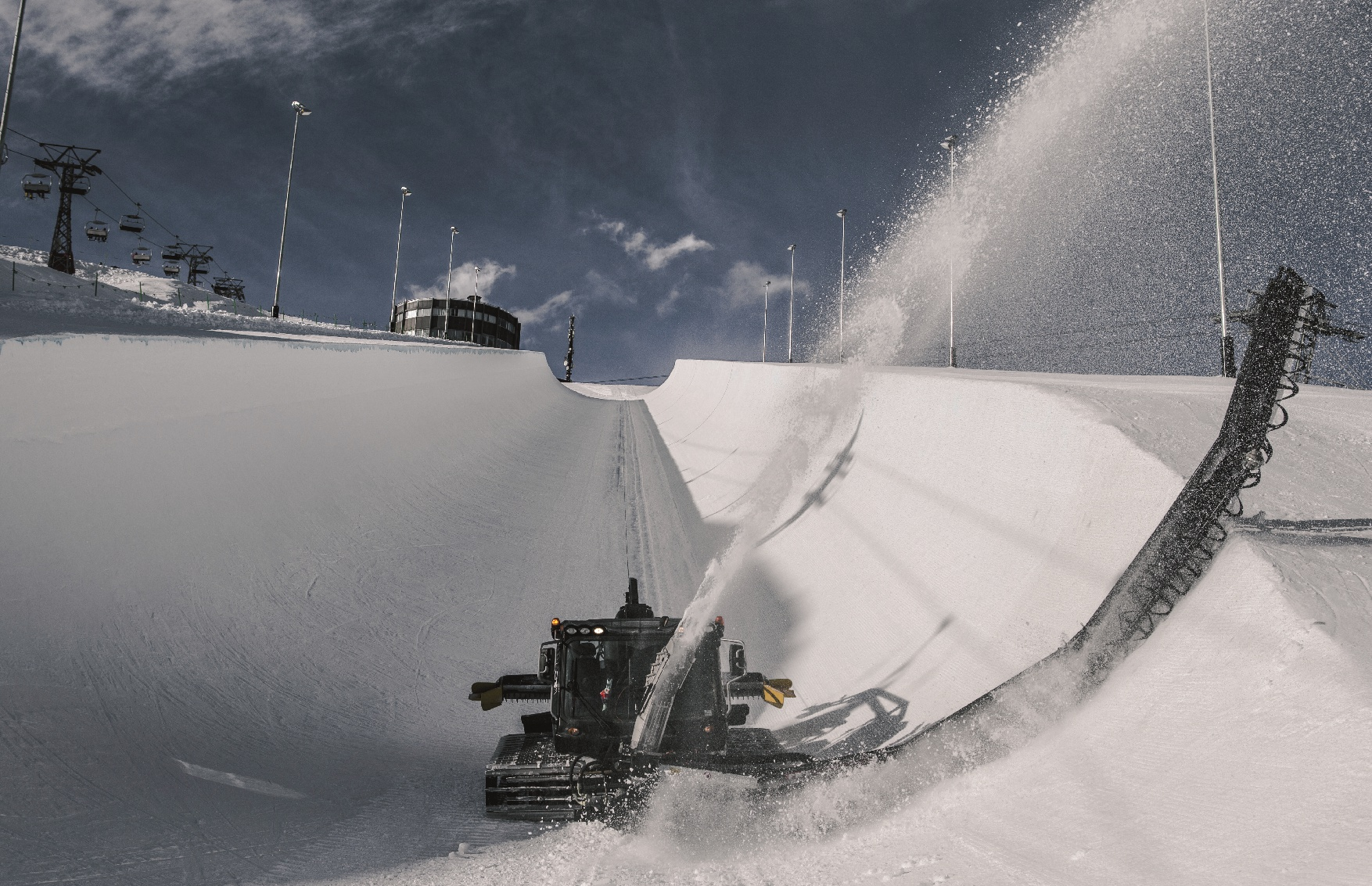
Pistenmaschine „ZAUGG Pipe Monster 22ft+ LAAX Edition“ bei der Arbeit

Superpipes werden von an Pistenraupen montierten Fräsen präpariert. Die bekanntesten Hersteller solcher Pistenmaschinen sind Kässbohrer (Deutschland), HiTe Metal Oy (Finnland) und Zaugg (Schweiz). Ständig eingerichtete Superpipes gibt es unter anderem in den Skigebieten Arosa (Schweiz), Davos (Schweiz), Hintertuxer Gletscher (Österreich), Laax (Schweiz), Oberstdorf (Deutschland), Saas Fee (Schweiz), Valle Nevado (Chile; einzige Superpipe Südamerikas) sowie in nahezu allen größeren Skigebieten in Kanada, Skandinavien und den USA.

## Größte Superpipe der Welt
Seit der Wintersaison 2014/15 steht die weltgrößte Superpipe im Schweizer Skigebiet Laax. Sie befindet sich auf 2.200 Metern Höhe am Berg Crap Sogn Gion im Snowpark NoName. Mit einer Länge von 200 Metern, einer Breite von 22 Metern und einer Höhe von 6,90 Metern ist sie größer als die entsprechenden olympischen Vorgaben. Die Pipe ist mit regulären Lifttickets frei zugänglich. Die Errichtung kostete den Betreiber, die Weisse Arena Gruppe, 4,6 Mio. Schweizer Franken. Der europäische Snowboard Contest „LAAX OPEN“ wird in dieser Superpipe ausgetragen.
Präpariert wird die Superpipe mit einer von Laax speziell entwickelten Pistenmaschine „ZAUGG Pipe Monster 22ft+ LAAX Edition“.